# Сара Дошо
Сара Дошо (Мацусака, 17. октобар 1994) је јапанска рвачица и олимпијски победница. На Олимпијским играма 2016. у Рио де Жанериру освојила је злато у категорији до 69 кг. На Светском првенству 2013. била је бронзана, 2014 сребрна и 2015. бронзана. На првенствима Азије тријумфовала је 2014. и 2016. На Светском јуниорском првенству освојила је злато 2011. и бронзу 2012.